# Ганган, Михаил Михайлович
Михаил Михайлович Ганган (13 января 1986 года, Куйбышев, РСФСР) — российский политический деятель, руководитель самарской организации Национал-большевистской партии (вплоть до её запрещения), политический беженец. Член НБП с 2001 года.

## Биография
В 2001 году при активном участии Гангана в Самаре было собрано 50 тысяч подписей жителей города в поддержку находящихся в застенках рижских тюрем двух национал-большевиков, участников акции в защиту ветеранов ВОВ.
В октябре 2003 года Ганган провел акцию против Геннадия Зюганова. Он закидал лидера КПРФ помидорами, выразив отношение НБП к фарсу предстоящих выборов в Госдуму.
В мае 2004 года принял участие в ненасильственном захвате Большого театра в Москве в день второй инаугурации Владимира Путина, который должен был находился в этот момент в правительственной ложе.
14 декабря 2004 года Ганган вместе с группой нацболов (40 человек) принял участие в мирном захвате Приёмной администрации президента России. Таким образом нацболы предъявили российской власти и президенту Путину 12 пунктов-претензий (уничтожение политических свобод и независимых СМИ в России, отдачу островов Китаю, отсутствие независимого правосудия и политические репрессии в отношении оппозиции и т. д.). После этого Ганган и остальные его товарищи были арестованы. Всем участникам акции было предъявлено обвинение: «совершил действия, направленные на насильственный захват власти в нарушение Конституции Российской Федерации». Статья, предъявленная национал-большевикам, предполагала срок до 20 лет тюремного заключения.
Впоследствии обвинение было переквалифицировано на более мягкую статью «массовые беспорядки». После года нахождения в Бутырской тюрьме Михаил Ганган вышел на свободу. Суд вынес решение в виде 3 лет лишения свободы условно.
В мае 2007 году Михаил Ганган выступил одним из организаторов «Марша Несогласных» в Самаре во время проведения саммита Россия-ЕС, в котором принимал участие Владимир Путин. Вследствие удачного проведения акции протеста давление на Гангана со стороны власти усилилось. Он был обвинен в нарушении правил отбывания условного срока. В это же время адвокат Гангана подает жалобу на незаконное заключение под стражу в 2004 году в Страсбургский суд.
В июне 2007 года, когда стало ясно, что правоохранительные органы готовят арест, Ганган был вынужден покинуть Россию. Он бежал на Украину, где подал документы на получение статуса политического беженца.
30 сентября на федеральном ассамблее коалиции «Другая Россия» Михаил Ганган был включен в список кандидатов в депутаты от этой коалиции. 10 ноября ЦИК отказался принять документы «Другой России» и список не был зарегистрирован.
31 декабря 2007 года Михаил Ганган был задержан сотрудниками правоохранительных органов Украины по указанию российских силовых структур. 3 января 2008 года Замостецким районным судом города Винницы было принято решение об аресте Гангана на 40 суток до приказа об экстрадиции в Российскую Федерацию.
После ареста Гангана украинские и российские правозащитники, общественные и политические деятели России обратились к властям Украины с просьбой не выдавать Гангана России и дать ему статус политического беженца.
11 января 2008 года суд города Винницы удовлетворил апелляцию адвокатов гражданина России Михаила Гангана на его арест на 40 суток. Впоследствии Ганган был освобождён.
27 июля 2008 года Государственный комитет по делам национальностей и религий Украины предоставил политическое убежище нацболу Михаилу Гангану. Это было одно из последних положительных решений в отношении российских политбеженцев, политика Украины в этой области резко изменилась после победы на президентских выборах Виктора Януковича.
Приход к власти Виктора Януковича заставил Гангана и ряд других политбеженцев переехать в США. По состоянию на конец 2012 года Михаил Ганган проживал в Нью-Йорке, работал поваром.